# (7236) 1987 PA
A (7236) 1987 PA egy földközeli kisbolygó. Phinney, J. fedezte fel 1987. augusztus 1-jén.